# Касаткина, Наталия Дмитриевна
Ната́лия Дми́триевна Каса́ткина (7 июня 1934, Москва — 13 марта 2024, Москва) — советская и российская артистка балета и балетмейстер, солистка Большого театра (1954—1976). Начиная с 1977 года и до конца жизни вместе с мужем, танцовщиком Владимиром Василёвым (1931—2017), руководила Театром классического балета Н. Касаткиной и В. Василёва. Народная артистка РСФСР (1984).

## Биография
Родилась 7 июня 1934 года в Москве в семье инженера Д. А. Касаткина, представителя известного московского купеческого рода, и детской писательницы Анны Кардашовой. В 1953 окончила Московское хореографическое училище (педагог Суламифь Мессерер). В 1954—1976 годах — солистка балетной труппы Большого театра. Исполняла характерные танцы в балетах «Лебединое озеро», «Раймонда», «Золушка», «Дон Кихот», «Весна священная», «Кармен-сюита».
Начиная с 1960-х годов, работает как балетмейстер, ставя спектакли вместе с мужем, Владимиром Василёвым. Во времена оттепели в 1965 году первой из постановщиков в СССР обратилась к музыке Игоря Стравинского, поставив его «Весну священную» в Большом театре.
В 1977 году была назначена главным балетмейстером концертного ансамбля «Классический балет». С тех пор Касаткина и Василёв — бессменные художественные руководители этой труппы, с 1992 года носящей название Федеральное государственное бюджетное учреждение культуры «Государственный академический театр классического балета под руководством Наталии Касаткиной и Владимира Василёва».
Провела на телевидении цикл передач, посвящённых балету.
Скончалась 13 марта 2024 года около 22:20 в клинике Москвы при Институте скорой помощи имени Склифосовского из-за оторвавшегося тромба в возрасте 89 лет.

## Репертуар
- Бесноватая, «Весна священная» И. Ф. Стравинского в собственной постановке
- Рок, «Кармен-сюита», постановка А. Алонсо на музыку Ж. Бизе—Р. Щедрина
- Индийская кукла, «Щелкунчик» П. И. Чайковского, постановка Ю. Н. Григоровича

(*) — первая исполнительница партии.

## Балеты, поставленные совместно сВладимиром Василёвым

### Большой театр
- «Ванина Ванини» Николая Каретникова (1962)
- «Героическая поэма» («Геологи») Николая Каретникова (1964)
- «Весна священная» Игоря Стравинского (1965)
- «Наш двор» Тихона Хренникова (1970)

### Ленинградский театр оперы и балета имени С. М. Кирова
- «Сотворение мира» Андрея Петрова (1971),
- «Пушкин. Размышления о поэте» Андрея Петрова (1979)
- опера Андрея Петрова «Пётр I» (1975)

### Новосибирский театр оперы и балета
- «Ромео и Джульетта» Сергея Прокофьева (1972)

### Московский музыкальный театр имени К. С. Станиславского и Вл. И. Немировича-Данченко
- «Прозрение» Юрия Буцко (1974)

### Театр классического балета Н. Касаткиной и В. Василёва
- «Гаянэ» Арама Хачатуряна (1977)
- «Волшебный камзол» Николая Каретникова (1983)
- «Проделки Терпсихоры» на музыку Йозефа Штрауса (1984)
- «Поцелуй феи» Игоря Стравинского (1989)
- «Золушка» Сергея Прокофьева (1993)
- «Дама с камелиями» на музыку Джузеппе Верди и П. К. Сальникова (1995)
- «Чудесный мандарин» Белы Бартока (1996)
- «Жар-Птица» Игоря Стравинского (2000)

## Награды
- 1968 — Заслуженный артист РСФСР
- 1969 — I Премия Всесоюзного конкурса концертных номеров
- 1976 — Государственная премия СССР
- 1976 — Орден Трудового Красного Знамени (25 мая 1976 года) — за заслуги в развитии советского музыкального и хореографического искусства и в связи с 200-летием Государственного академического Большого театра СССР[5]
- 1984 — Народный артист РСФСР
- 1994 — Орден Дружбы народов (11 апреля 1994 года) — за большой личный вклад в развитие хореографического искусства[6]
- 1996 — лауреат премии журнала «Балет» «Душа танца» (в номинации «Рыцари балета»)
- 2003 — лауреат почётной премии Pоссийского авторского общества
- 2005 — Орден Почёта (17 января 2005 года) — за многолетнюю плодотворную деятельность в области культуры и искусства[7]
- 2006 — Благодарность Министра культуры и массовых коммуникаций Российской Федерации (6 июля 2006 года) — за активную и многолетнюю плодотворную работу по пропаганде отечественного хореографического искусства и в связи с 25-летием основания автономной некоммерческой организации "Редакция журнала «Балет»[8].
- 2009 — Почётная грамота Московской городской Думы (3 июня 2009 года) — за заслуги перед городским сообществом[9]
- 2020 — Орден Дружбы (11 марта 2020 года) — за большой вклад в развитие отечественной культуры и искусства, многолетнюю плодотворную деятельность[10]
- 2023 — Специальная премия «Золотая маска» в номинации «За выдающийся вклад в развитие театрального искусства»[11]